# سكوت غورلي
سكوت غورلي (بالإنجليزية: Scott Gourley)‏ هو لاعب اتحاد الرغبي أسترالي، ولد في 18 يوليو 1968 في Hornsby, New South Wales ‏ في أستراليا.